# Medaglia Nachimov
La medaglia Nachimov è stata un premio statale dell'Unione Sovietica dedicato all'ammiraglio Pavel Stepanovič Nachimov.

## Storia
La medaglia venne istituita il 3 marzo 1944.

## Assegnazione
La medaglia veniva assegnata a marinai e soldati, sottufficiali e sergenti, alfieri e marescialli della Marina sovietica, della guardia costiera e delle unità navali di KGB per premiare il coraggio dimostrato durante la difesa dell'Unione Sovietica nei teatri navali, durante il servizio militare, con un rischio per la vita.

## Insegne
- La medaglia era in argento 925. Il dritto raffigurava un profilo dell'ammiraglio Nakhimov, circondato da piccole perline lungo la circonferenza intera, nella metà superiore su entrambi i lati del busto, vi è la scritta in rilievo "AMMIRAGLIO NACHIMOV" (Russo: «АДМИРАЛ НАХИМОВ»), nella metà inferiore, una stella a cinque punte sopra a rami di alloro. Il rovescio recava un medaglione recante un veliero circondato da un anello di corda incrociato sopra a delle ancore navali collegati tra loro da una catena circolare che circonda il medaglione.
- Il nastro era blu con tre strisce bianche.